# バックヤード
バックヤードとは、小売店舗あるいは博物館等の施設で、通常の利用客や来場者が立ち入らない場所を指す。英語で「裏庭」を意味するbackyardに由来するが、日本語独自の用法である。

## 博物館、美術館
美術館や博物館において、収蔵庫や燻蒸室などの収蔵部門、研究・調査室や制作室をはじめとする調査研究部門、会議室や事務室、機械室等の管理部門は非公開部門にあたる。公開部門の中でも展示部門の展示品倉庫、教育普及部門の企画準備室や講師控室、サービス部門のミュージアムショップ販売品倉庫などは来館者が立ち入ることができない。非公開部門に加え、公開部門のうち来館者が立ち入らない諸室がバックヤードに該当する。展示品の収集・保存や調査研究に重要な部署であり、知識を深めてもらうためバックヤードツアーを開催している博物館や美術館もある。

## 小売業
流通用語においてバックヤードまたはバックルーム（英: backroom）は、店舗のうち売り場面積に含まれない部分を指す。荷受け商品の一時保管場所のほか、従業員の休憩室や道具の格納スペースなども含まれる。スーパーマーケットでは食品加工・調理のスペースをもち、青果・精肉・鮮魚など部門ごとに分かれ、商品の加工や値付けなど販売の準備を行う。店内で調理される惣菜は「寿司」と「フライ」に大別され、売り場の裏側の調理場で商品を調理する。スーパーマーケットにおいて各店舗の総面積に占めるバックヤード比率は、概ね30%前後である。